# خاچیک هوهانیسیان
خاچیک وولودیایی هوهانیسیان (ارمنی: Խաչիկ Վոլոդյայի Հովհաննիսյան زادهٔ ۲۶ ژوئیهٔ ۱۹۵۶) نقاش اهل ارمنستان است.

## زندگی‌نامه
وی در ۲۶ ژوئیهٔ ۱۹۵۶ در آیگاوان به دنیا آمد و کالج دولتی هنرهای زیبای پانوس ترلمزیان (۱۹۸۰) و آکادمی دولتی هنرهای زیبای ارمنستان (۱۹۸۷) فارغ‌التحصیل گشت. وی عضو اتحادیه نقاشان ارمنستان (۱۹۹۳) می‌باشد 